# Lijst van afleveringen van Gilligan's Island
Dit is een lijst van afleveringen van de televisieserie Gilligan's Island.

## Seizoen 1 (1964-1965)
| #    | Titel | Prod #       | Originele uitzenddatum | Bezoekers Dieren Dromen Uitvindingen |
| #    | Samenvatting | Samenvatting | Samenvatting           | Bezoekers Dieren Dromen Uitvindingen |
| ---- | --- | ------------ | ---------------------- | --- |
| 1.01 | Two on a Raft | 101          | 26 september 1964      | |
| 1.01 | De Skipper en Gilligan proberen met een vlot naar vast land te zeilen, maar belanden weer op het eiland. |              |                        | |
| 1.02 | Home Sweet Hut | 07xx         | 3 oktober 1964         | |
| 1.02 | De groep bouwt een grote hut voor hen allemaal. Al snel lopen de spanningen hoog op, en bouwen ze hun eigen hutten. |              |                        | |
| 1.03 | Voodoo Something | 0701         | 10 oktober 1964        | Dieren: Chimpansee |
| 1.03 | Skipper gelooft dat er een voodoovloek op het eiland rust, en dat Gilligan in een chimpansee is veranderd. |              |                        | Dieren: Chimpansee |
| 1.04 | Goodnight, Sweet Skipper | 07xx         | 17 oktober 1964        | |
| 1.04 | Skipper verandert de radio in een zender. Hij blijkt hier echter alleen toe in staat wanneer hij slaapwandelt. |              |                        | |
| 1.05 | WrongWay Feldman | 07xx         | 24 oktober 1964        | Bezoekers: WrongWay Feldman (Hans Conried) |
| 1.05 | De beroemde vliegenier WrongWay Feldman blijkt ook op het eiland te wonen. De groep helpt hem om zijn vliegtuig te repareren zodat hij na 30 jaar het eiland kan verlaten en hulp kan gaan halen. Hij geeft echter verkeerde locaties van het eiland door en de groep wordt niet gered. |              |                        | Bezoekers: WrongWay Feldman (Hans Conried) |
| 1.06 | President Gilligan | 0707         | 31 oktober 1964        | |
| 1.06 | Wanneer Mr. Howell en de Skipper onenigheid krijgen over het leiderschap, besluit de groep democratisch een leider te kiezen. |              |                        | |
| 1.07 | Sound of Quacking | 0711         | 7 november 1964        | Dieren: Eend Dromen: Sheriff Gilligan beschermt zijn gevangene (de eend).                                                                             |
| 1.07 | Een eend land op het eiland, en daar voedsel schaars is wil de groep het dier maar wat graag opeten. Alleen Gilligan heeft medelijden met de eend, en neemt hem in bescherming. |              |                        | Dieren: Eend Dromen: Sheriff Gilligan beschermt zijn gevangene (de eend).                                                                             |
| 1.08 | Good-Bye Island | 0702         | 21 november 1964       | |
| 1.08 | Gilligan ontdekt bij zijn pogingen pannenkoeken te bakken een recept voor een onverwoestbare lijm waarmee de groep eindelijk de boot kan repareren. De lijm blijkt het echter maar tijdelijk te houden en de boot valt weer uit elkaar.                                                 |              |                        | |
| 1.09 | The Big Gold Strike | 0713         | 28 november 1964       | |
| 1.09 | Mr. Howell ontdekt een goudmijn op het eiland, en een ware goudkoorts breekt los onder de eilandbewoners. |              |                        | |
| 1.10 | Waiting for Watubi | 0715         | 5 december 1964        | |
| 1.10 | Skipper vindt een tikipop die de kwaadaardige god Kona voorstelt, en denkt nu dat hij vervloekt is. |              |                        | |
| 1.11 | Angel on the Island | 0718         | 12 december 1964       | |
| 1.11 | Mr. Howell gaat akkoord om Gingers eilandshow te ondersteunen, maar zijn vrouw is van mening dat zij de ster van de show moet zijn. |              |                        | |
| 1.12 | Birds Gotta Fly, Fish Gotta Talk | 0704         | 19 december 1964       | Bezoekers: De Kerstman Dromen: Flashbackscènes van de eerste dag op het eiland.                                                                       |
| 1.12 | De groep viert voor het eerst Kerstmis op het eiland, en haalt herinneringen op aan hun eerste dag op het eiland. De Kerstman komt onverwacht langs. |              |                        | Bezoekers: De Kerstman Dromen: Flashbackscènes van de eerste dag op het eiland.                                                                       |
| 1.13 | Three Million Dollars More or Less | 0710         | 26 december 1964       | Uitvindingen: Golfclubs van bamboe en schelpen. |
| 1.13 | Gilligan wint 3 miljoen dollar van Mr. Howell in een golfwedstrijd. |              |                        | Uitvindingen: Golfclubs van bamboe en schelpen. |
| 1.14 | Water, Water Everywhere | 0714         | 2 januari 1965         | Dieren: kikker Uitvindingen: een door mankracht aangedreven bamboe waterrad                                                                           |
| 1.14 | Het drinkwater raak top, maar een kikker komt de groep te hulp. |              |                        | Dieren: kikker Uitvindingen: een door mankracht aangedreven bamboe waterrad                                                                           |
| 1.15 | So Sorry, My Island Now | 0719         | 9 januari 1965         | Bezoekers: Japanse zeeman (Vito Scotti) |
| 1.15 | Een Japanse Zeeman arriveert op het eiland, en neemt er bezit van. Gilligan probeert met de duikboot van de Japanner terug naar huis te varen. |              |                        | Bezoekers: Japanse zeeman (Vito Scotti) |
| 1.16 | 'lant You Now, Dig You Later | 0717         | 16 januari 1965        | Uitvindingen: Een bamboe bowlingbaan. |
| 1.16 | Gilligan ontdekt een schatkist. Er wordt een rechtszaak gehouden met de professor als rechter over wie de schatkist mag hebben. |              |                        | Uitvindingen: Een bamboe bowlingbaan. |
| 1.17 | Little Island, Big Gun | 0720         | 23 januari 1965        | Bezoekers: 4 Gangsters |
| 1.17 | Een gangster wordt tijdens een achtervolging door zijn medegangsters op het eiland achtergelaten. Wanneer hij ontdekt dat het eiland bewoond is, doet hij zich voor als dokter. |              |                        | Bezoekers: 4 Gangsters |
| 1.18 | X Marks the Spot | 0721         | 30 januari 1965        | |
| 1.18 | Het eiland blijkt het doelwit te zijn van een nieuwe raket van de luchtmacht. De raket blijkt een blindganger, en Gilligan moet hem ontmantelen. |              |                        | |
| 1.19 | Gilligan Meets Jungle Boy | 0716         | 6 februari 1965        | Bezoekers: Jungle Boy (Kurt Russell) |
| 1.19 | De groep ontdekt een wilde man in de jungle, en stuurt hem per ongeluk terug naar de beschaving in hun zelfgemaakte luchtballon. |              |                        | Bezoekers: Jungle Boy (Kurt Russell) |
| 1.20 | St. Gilligan and The Dragon | 0712         | 13 februari 1965       | Dromen: Gilligan droomt dat hij een matador is. Dromen: The Skipper droomt dat hij een sultan is. Dromen: De Professor droomt dat hij een popster is. |
| 1.20 | De vrouwen besluiten zelf een kamp te bouwen elders op het eiland. De mannen beseffen al snel dat ze niet zonder de vrouwen kunnen, en proberen hen terug te halen. |              |                        | Dromen: Gilligan droomt dat hij een matador is. Dromen: The Skipper droomt dat hij een sultan is. Dromen: De Professor droomt dat hij een popster is. |
| 1.21 | Big Man on Little Stick | 0722         | 20 februari 1965       | Bezoekers: Surfer Duke Williams (Denny Miller) |
| 1.21 | Super Surfer Duke Williams belandt met een tsunami op het eiland, en vertrekt weer net zo snel als hij is gekomen. |              |                        | Bezoekers: Surfer Duke Williams (Denny Miller) |
| 1.22 | Diamonds are an Ape's Best Friend | 0725         | 27 februari 1965       | Dieren: Gorilla, Vrouwelijke Gorilla |
| 1.22 | Er loopt een gorilla los op het eiland, en hij lijkt erg te houden van Mrs. Howells parfum |              |                        | Dieren: Gorilla, Vrouwelijke Gorilla |
| 1.23 | How to be a Hero | 0724         | 6 maart 1965           | Bezoekers: een koppensneller. Uitvindingen: De professor bouwt een wasmachine aangedreven door pedalen.                                               |
| 1.23 | Gilligan probeert Mary Ann te redden, maar moet uiteindelijk zelf gered worden. Hij voelt zich depressief, en de anderen proberen een manier te bedenken om Gilligan zich een held te laten voelen.                                                                                     |              |                        | Bezoekers: een koppensneller. Uitvindingen: De professor bouwt een wasmachine aangedreven door pedalen.                                               |
| 1.24 | The Return of Wrongway Feldman | 0723         | 13 maart 1965          | Bezoekers: WrongWay Feldman (Hans Conried) Uitvindingen: Professor maakt een bamboe telescoop.                                                        |
| 1.24 | WrongWay is weer terug, en dit keer probeert hij de hectische moderne wereld te ontvluchten. De groep moet hem overtuigen dat de beschaving beter is dan het eiland, zodat hij hulp kan gaan halen.                                                                                     |              |                        | Bezoekers: WrongWay Feldman (Hans Conried) Uitvindingen: Professor maakt een bamboe telescoop.                                                        |
| 1.25 | The Matchmaker | 0727         | 20 maart 1965          | Uitvindingen: De professor maakt een bandrecorder van bamboe.                                                                                         |
| 1.25 | Mrs. Howell probeert Gilligan en Mary Ann te koppelen. |              |                        | Uitvindingen: De professor maakt een bandrecorder van bamboe.                                                                                         |
| 1.26 | Music Hath Charm | 0726         | 27 maart 1965          | Bezoekers: Inboorlingen van een nabijgelegen eiland.                                                                                                  |
| 1.26 | Mrs. Howell wil wat beschaving introduceren op het eiland met een orkest. Het geluid trekt echter een ongewenst publiek aan. |              |                        | Bezoekers: Inboorlingen van een nabijgelegen eiland.                                                                                                  |
| 1.27 | New Neighbor Sam | 0729         | 3 april 1965           | Dieren: Papegaai |
| 1.27 | De groep meent stemmen te horen van een groep gangsters, maar het blijkt een papegaai te zijn. |              |                        | Dieren: Papegaai |
| 1.28 | They're Off and Running | 0728         | 10 april 1965          | |
| 1.28 | De Skipper en Mr. Howell houden een race tussen twee schildpadden, met Gilligan als inzet. |              |                        | |
| 1.29 | Three to Get Ready | 0731         | 17 april 1965          | |
| 1.29 | Gilligan vindt een gelukssteen genaamd "The Eye of the Idol", die hem drie wensen geeft voor het einde van de dag. |              |                        | |
| 1.30 | Forget Me Not | 0730         | 24 april 1965          | Dromen: Onder hypnose ziet Skipper de groep eerst als klasgenoten en dan als Japanse soldaten.                                                        |
| 1.30 | The Skipper heeft geheugenverlies, en de professor probeert hem te genezen met hypnose. Dit veroorzaakt meer problemen dan dat het oplost. |              |                        | Dromen: Onder hypnose ziet Skipper de groep eerst als klasgenoten en dan als Japanse soldaten.                                                        |
| 1.31 | Diogenes, Won't You Please Go Home? | 0709         | 1 mei 1965             | Dromen: verschillende versies van het bezoek van de Japanse zeeman                                                                                    |
| 1.31 | De groep haalt herinneringen op aan de dag dat de Japanse zeeman op het eiland arriveerde, maar ze vertellen allemaal een ander verhaal. |              |                        | Dromen: verschillende versies van het bezoek van de Japanse zeeman                                                                                    |
| 1.32 | Physical Fatness | 0732         | 8 mei 1965             | Uitvindingen: De Professor ontwikkelt een lichtgevend goedje dat Gilligan opdrinkt zodat hij een menselijke vuurtoren wordt.                          |
| 1.32 | Gilligan helpt Skipper gewicht te verliezen zodat hij weer bij de marine kan gaan werken als ze eenmaal gered zijn. Tegelijk probeert de groep Gilligan te helpen aan te komen voor hetzelfde doel.                                                                                     |              |                        | Uitvindingen: De Professor ontwikkelt een lichtgevend goedje dat Gilligan opdrinkt zodat hij een menselijke vuurtoren wordt.                          |
| 1.33 | It's Magic | 0733         | 15 mei 1965            | |
| 1.33 | De koffer van een goochelaar spoelt aan op het strand, en de groep leert enkele van de trucs om wat inboorlingen te verjagen. |              |                        | |
| 1.34 | Good-Bye, Old Paint | 0734         | 22 mei 1965            | Bezoekers: Alexandri Gregor Dubov (Harold J. Stone)                                                                                                   |
| 1.34 | Dubov, een kunstenaar, bezoekt het eiland. De groep moet hem overtuigen om terug te keren naar de beschaving zodat hij hen mee kan nemen. |              |                        | Bezoekers: Alexandri Gregor Dubov (Harold J. Stone)                                                                                                   |
| 1.35 | My Fair Gilligan | 0735         | 29 mei 1965            | Dromen: Gilligan is een knappe prins |
| 1.35 | Gilligan redt Mrs. Howells leven, en de Howells besluiten hem te adopteren. |              |                        | Dromen: Gilligan is een knappe prins |
| 1.36 | A Nose By Any Other Name | 0736         | 12 juni 1965           | |
| 1.36 | Gilligans neus zwelt op nadat hij uit een kokosnootboom is gevallen. Hij wil dat de professor hem helpt middels plastische chirurgie. |              |                        | |

## Seizoen 2 (1965-1966)
| #    | Titel | Prod #       | Originele uitzenddatum | Bezoekers Dieren Dromen Uitvindingen |
| #    | Samenvatting | Samenvatting | Samenvatting           | Bezoekers Dieren Dromen Uitvindingen |
| ---- | --- | ------------ | ---------------------- | --- |
| 2.01 | Gilligan's Mother-in-Law | 1625-07xx    | 16 september 1965      | Bezoekers: inboorlingenfamilie: vader (Russ Greive), moeder (Henny Backus), dochter (Mary Forna), Haruki (Eddie Little Sky)                            |
| 2.01 | Een inboorlingenfamilie arriveert op het eiland op zoek naar een man voor hun dochter. Al snel valt hun keuze op Gilligan. |              |                        | Bezoekers: inboorlingenfamilie: vader (Russ Greive), moeder (Henny Backus), dochter (Mary Forna), Haruki (Eddie Little Sky)                            |
| 2.02 | Beauty is and Beauty Does | 1625-07xx    | 23 september 1965      | Dieren: Gorilla |
| 2.02 | Gilligan stelt een schoonheidswedstrijd voor tussen de drie vrouwen van de groep. Hij moet zelf als jury optreden, wat niet makkelijk is daar elk van de vrouwen een andere man achter zich heeft staan. |              |                        | Dieren: Gorilla |
| 2.03 | The Little Dictator | 1625-07xx    | 30 september 1965      | Bezoekers: El Presidente Rodriguez (Nehemiah Persoff) Dromen: Gilligan is een vazalleider                                                              |
| 2.03 | Wanneer El Presidente Pancho Hernando Gonzales Enrico Rodriguez van Eucuarico wordt verbannen uit zijn land, belandt hij op het eiland. Hij plant vanaf hier een revolutie en wil dat Gilligan zijn vazalleider wordt. |              |                        | Bezoekers: El Presidente Rodriguez (Nehemiah Persoff) Dromen: Gilligan is een vazalleider                                                              |
| 2.04 | Smile, You're on Mars Camera | 1625-07xx    | 14 oktober 1965        | Gilligan wordt een menselijke koekoeksklokvogel |
| 2.04 | Een Marslander raakt uit koers en stort neer op het eiland in plaats van op Mars te landen. Door de observators wordt de groep aangezien voor marsmannetjes. |              |                        | Gilligan wordt een menselijke koekoeksklokvogel |
| 2.05 | The Sweepstakes | 1625-0758    | 21 oktober 1965        | Dromen: Howell is een goudzoeker die zijn eigendomsakte verliest.                                                                                      |
| 2.05 | Gilligan wint de loterij, maar verliest vervolgens het lot. |              |                        | Dromen: Howell is een goudzoeker die zijn eigendomsakte verliest.                                                                                      |
| 2.06 | Quick Before it Sinks | 1625-0754    | 28 oktober 1965        | |
| 2.06 | De professor denkt ten onrechte dat het eiland in zee aan het zinken is. |              |                        | |
| 2.07 | Castaway Pictures Presents | 1625-07xx    | 4 november 1965        | |
| 2.07 | Er spoelt een kist vol met spullen van een stomme film-productiebedrijf aan op het eiland. De groep maakt een film van zichzelf in de hoop dat ze zo gered worden. In plaats daarvan wint de film een Cannes Film Festival Award. |              |                        | |
| 2.08 | Agonized Labor | 1625-07xx    | 11 november 1965       | |
| 2.08 | De Howells horen via de radio het bericht dat ze failliet zijn gegaan. Daarom probeert de rest van de groep hen handenarbeid te leren zodat ze, als ze eenmaal gered zijn, een baan kunnen zoeken. |              |                        | |
| 2.09 | Nyet, Nyet - Not Yet | 1625-07xx    | 18 november 1965       | Bezoekers: Russische kosmonauten (Danny Klega) is Ivan. (Vincent Beck) is Igor.                                                                        |
| 2.09 | Twee Russische kosmonauten landen op het eiland, en de groep hoopt dat dit tot een redding zal leiden. |              |                        | Bezoekers: Russische kosmonauten (Danny Klega) is Ivan. (Vincent Beck) is Igor.                                                                        |
| 2.10 | Hi-Fi Gilligan | 1625-07xx    | 25 november 1965       | |
| 2.10 | Gilligans mond verandert in een radio-ontvanger wanneer een vulling in zijn tand los komt te zitten. |              |                        | |
| 2.11 | The Chain of Command | 1625-07xx    | 2 december 1965        | |
| 2.11 | The Skipper wil Gilligan trainen om het leiderschap over te nemen mocht hem iets overkomen. Gilligans training wordt op de proef gesteld wanneer Skipper plotseling verdwijnt. |              |                        | |
| 2.12 | Don't Bug the Mosquitoes | 1625-07xx    | 9 december 1965        | Bezoekers: The Mosquitoes (Bingo, Bango, Bongo, en Irving) (Les Brown Jr. & The Wellingtons)                                                           |
| 2.12 | De muzieksensatie "The Mosquitoes" arriveert op het eiland, en zorgt bij de groep voor de nodige rust en vrede. De vrouwen besluiten echter zelf ook een groep op te richten: "The Honeybees". |              |                        | Bezoekers: The Mosquitoes (Bingo, Bango, Bongo, en Irving) (Les Brown Jr. & The Wellingtons)                                                           |
| 2.13 | Gilligan Gets Bugged | 1625-0766    | 16 december 1965       | |
| 2.13 | Gilligan wordt gebeten door de dodelijke Mantis Khani, en heeft nog maar 24 uur te leven. |              |                        | |
| 2.14 | Mine Hero | 1625-0759    | 23 december 1965       | Uitvindingen: De professor maakt een smederij voor het smelten van ijzer zodat hij een anker kan maken. De Howells hebben een badmintonnet en rackets. |
| 2.14 | Gilligan slaat bij het vissen per ongeluk een zeemijn uit de Tweede Wereldoorlog aan de haak. Hij moet zich nu van het ding ontdoen voordat de mijn ontploft. |              |                        | Uitvindingen: De professor maakt een smederij voor het smelten van ijzer zodat hij een anker kan maken. De Howells hebben een badmintonnet en rackets. |
| 2.15 | Erika Tiffany Smith to the Rescue | 1625-07xx    | 30 december 1965       | Bezoekers: Erika Tiffany Smith (Zsa Zsa Gábor) |
| 2.15 | Socialite Erika Tiffany Smith arriveert op het eiland op zoek naar een nieuwe plek voor een vakantieresort. Ze wordt verliefd op de professor. |              |                        | Bezoekers: Erika Tiffany Smith (Zsa Zsa Gábor) |
| 2.16 | Not Guilty | 1625-07xx    | 6 januari 1966         | Uitvindingen: De vrouwen smeden plannen om rattengif te maken. De professor bouwt een guillotine.                                                      |
| 2.16 | Er spoelt een krant aan waaruit blijkt dat een van de leden van de groep mogelijk Randolph Blake heeft vermoord in de nacht voor de fatale bootreis die hen op het eiland deed belanden. De groep besluit een reconstructie van de moord te maken om te achterhalen wie de dader is. |              |                        | Uitvindingen: De vrouwen smeden plannen om rattengif te maken. De professor bouwt een guillotine.                                                      |
| 2.17 | You've Been Disconnected' | 1625-07xx    | 13 januari 1966        | Uitvindingen: De professor maakt een telefoon. |
| 2.17 | Door een storm spoelt een internationale onderzeese telefoonkabel aan op het eiland. De professor maakt een telefoon in de hoop dat de groep zo om hulp kan bellen. |              |                        | Uitvindingen: De professor maakt een telefoon. |
| 2.18 | The Postman Cometh | 1625-0769    | 20 januari 1966        | Dromen: Mary Ann is een ziekenhuispatiënt met Roomis-Igloomis en de mannen als tv-dokters.                                                             |
| 2.18 | Wanneer Mary Ann de groep hoort discussiëren over hoe ze het “slechte nieuws” aan haar moeten vertellen, denkt ze dat ze haar willen vertellen dat ze giftige paddenstoelen heeft gegeten. |              |                        | Dromen: Mary Ann is een ziekenhuispatiënt met Roomis-Igloomis en de mannen als tv-dokters.                                                             |
| 2.19 | Seer Gilligan | 1625-07xx    | 27 januari 1966        | |
| 2.19 | Gilligan vindt een zeldzame struik die de persoon die ervan eet de gave geeft om gedachten te lezen. |              |                        | |
| 2.20 | Love Me, Love My Skipper | 1625-0770    | 3 februari 1966        | |
| 2.20 | De Howells plannen een Cotillion, maar Mr. Howell verliest per ongeluk de uitnodiging voor de Skipper. |              |                        | |
| 2.21 | Gilligan's Living Doll | 1625-07xx    | 10 februari 1966       | Bezoekers: een menselijke robot |
| 2.21 | Uitvindingen: Er landt een robot op het eiland, en de groep hoopt hem te kunnen gebruiken om te worden gered. |              |                        | Bezoekers: een menselijke robot |
| 2.22 | Forward March | 1625-07xx    | 17 februari 1966       | Dieren: Gorilla |
| 2.22 | De groep wordt plotseling bestookt met handgranaten. De dader blijkt een gorilla te zijn die een kist granaten uit de Tweede Wereldoorlog heeft gevonden. |              |                        | Dieren: Gorilla |
| 2.23 | Ship Ahoax | 1625-07xx    | [24 februari 1966      | |
| 2.23 | Wanneer de gedachte dat ze wellicht nooit worden gered de moraal van de groep op begint te breken, gebruikt Ginger een kristallen bol om de groep weer wat hoop te geven. |              |                        | |
| 2.24 | Feed the Kitty | 1625-07xx    | 3 maart 1966           | Dieren: Leeuw |
| 2.24 | Een kooi met een leeuw erin spoelt aan op het eiland. De groep besluit een circusact op te zetten. |              |                        | Dieren: Leeuw |
| 2.25 | Operation: Steam Heat | 1625-0777    | 10 maart 1966          | |
| 2.25 | Gilligan vindt een terminale bron en spoedig hebben alle eilandbewoners warm water. De professor is niet zo blij met deze ontdekking. |              |                        | |
| 2.26 | Kill the Real Mr. Howell Please Stand Up | 1625-07xx    | 17 maart 1966          | Bezoekers: Thurston Howell dubbelganger (Jim Backus).                                                                                                  |
| 2.26 | Mr. Howell blijkt thuis een dubbelganger te hebben die zijn geld uitgeeft. De dubbelganger gaat op een cruise, en belandt eveneens op het eiland. Ondertussen probeert de echte Mr Howell de oceaan over te zwemmen om de dubbelganger te stoppen. |              |                        | Bezoekers: Thurston Howell dubbelganger (Jim Backus).                                                                                                  |
| 2.27 | Ghost a Go-Go | 1625-07xx    | 24 maart 1966          | Bezoekers: Spook (Sovjet-Agent) (Richard Kiel) |
| 2.27 | Een spook terroriseert de groep, dus besluiten ze hem een koekje van eigen deeg te geven. |              |                        | Bezoekers: Spook (Sovjet-Agent) (Richard Kiel) |
| 2.28 | Allergy Time | 1625-07xx    | 31 maart 1966          | Uitvindingen: de professor maakt een injectienaald van bamboe.                                                                                         |
| 2.28 | Alle leden van de groep worden allergisch voor Gilligan. |              |                        | Uitvindingen: de professor maakt een injectienaald van bamboe.                                                                                         |
| 2.29 | The Friendly Physician | 1625-07xx    | 7 april 1966           | Bezoekers: Dr. Boris Balinkoff (Vito Scotti); Igor (Mike Mazurki)                                                                                      |
| 2.29 | Een gestoorde professor genaamd Dr. Boris Balinkoff redt de groep, enkel om ze als testobjecten te gebruiken op zijn eigen eiland. |              |                        | Bezoekers: Dr. Boris Balinkoff (Vito Scotti); Igor (Mike Mazurki)                                                                                      |
| 2.30 | "V" for Vitamins | 1625-07xx    | 14 april 1966          | Dromen: Gilligan is "Jack" in de bonenstaak, en Skipper is de reus.                                                                                    |
| 2.30 | Gilligan moet de laatste sinaasappel op het eiland bewaken wanneer de professor besluit dat de groep meer vitamines nodig heeft. |              |                        | Dromen: Gilligan is "Jack" in de bonenstaak, en Skipper is de reus.                                                                                    |
| 2.31 | Mr. and Mrs. ?? | 1625-07xx    | 21 april 1966          | |
| 2.31 | De groep hoort over de radio dat de ambtenaar die destijds het huwelijk van de Howells heeft voltrokken een bedrieger was, en dat de Howells dus officieel niet getrouwd zijn. Tegen de tijd dat het bericht arriveert dat er een foutje is gemaakt en het huwelijk wel geldig is, is het kwaad al geschied en zijn de Howells uit elkaar gegaan. Mr. Howell probeert zijn vrouw terug te winnen bij een gekostumeerd feest. |              |                        | |
| 2.32 | eet the Meteor | 1625-07xx    | 2 mei 1966             | Uitvindingen: Professor makes a bamboo geiger counter. Dromen: Gilligan droomt even kort dat hij en de groep allemaal 50 jaar ouder zijn.              |
| 2.32 | Een meteoor stort neer op het eiland en laat alles in zijn omgeving razendsnel verouderen, inclusief mensen. |              |                        | Uitvindingen: Professor makes a bamboo geiger counter. Dromen: Gilligan droomt even kort dat hij en de groep allemaal 50 jaar ouder zijn.              |

## Seizoen 3 (1966-1967)
| #    | Titel | Prod #       | Originele uitzenddatum                            | Bezoekers Dieren Dromen Uitvindingen |
| #    | Samenvatting | Samenvatting | Samenvatting                                      | Bezoekers Dieren Dromen Uitvindingen |
| ---- | --- | ------------ | ------------------------------------------------- | --- |
| 3.01 | Up At Bat | 1625-0508    | 12 september 1966                                 | Dromen: Gilligan droomt dat hij graaf Dracula is, Ginger is Lady Dracula, Skipper is Watson, de Professor is Sherlock Holmes en Mary Ann zijn huishoudster. |
| 3.01 | Gilligan wordt gebeten door een vleermuis en denkt dat hij nu een vampier wordt. |              |                                                   | Dromen: Gilligan droomt dat hij graaf Dracula is, Ginger is Lady Dracula, Skipper is Watson, de Professor is Sherlock Holmes en Mary Ann zijn huishoudster. |
| 3.02 | Gilligan vs. Gilligan | 1625-05xx    | 19 september 1966                                 | Bezoekers: Sovjetagent (Gilligan dubbelganger) (Bob Denver)                                                                                                 |
| 3.02 | Gilligan heeft een dubbelganger: een Sovjetagent die naar het eiland is gekomen om de “ ware missie” van de groep te achterhalen. |              |                                                   | Bezoekers: Sovjetagent (Gilligan dubbelganger) (Bob Denver)                                                                                                 |
| 3.03 | Pass the Vegetables Please | 1625-0503    | 26 september 1966                                 | |
| 3.03 | Een krat met radioactieve plantenzaden spoelt aan op het eiland. De groep plant de zaden, en ze groeien in recordtijd uit tot planten. De groep eet de planten alvorens te ontdekken dat ze radioactief zijn.                                                                         |              |                                                   | |
| 3.04 | The Producer | 1625-0512    | 3 oktober 1966                                    | Bezoekers: Harold Hecuba, Hollywood Producer (Phil Silvers)                                                                                                 |
| 3.04 | Hollywood producer Harold Hecuba arriveert op het eiland voor wat rust en stilte. |              |                                                   | Bezoekers: Harold Hecuba, Hollywood Producer (Phil Silvers)                                                                                                 |
| 3.05 | Voodoo | 1625-0501    | 10 oktober 1966                                   | Bezoekers: Medicijnman (Eddie Littlesky) |
| 3.05 | Een medicijnman arriveert op het eiland en steelt van elk van de eilandbewoners een persoonlijk voorwerp. Hij gebruikt deze om voodoomagie los te laten op de groep. De professor verandert in een zombie.                                                                            |              |                                                   | Bezoekers: Medicijnman (Eddie Littlesky) |
| 3.06 | Where There's a Will | 1625-05xx    | 17 oktober 1966                                   | |
| 3.06 | Mr. Howell besluit de andere leden van de groep op te nemen in zijn testament. Wanneer de groep vervolgens een banket houdt ter ere van hem, is hij ervan overtuigd dat ze hem willen vergiftigen.                                                                                    |              |                                                   | |
| 3.07 | Man With a Net | 1625-05xx    | 24 oktober 1966                                   | Bezoekers: Lord Beasley (John McGiver). |
| 3.07 | Lord Beasley, een beroemde vlinderverzamelaar, arriveert op het eiland om de zeldzaamste vlinder ter wereld te vangen. |              |                                                   | Bezoekers: Lord Beasley (John McGiver). |
| 3.08 | Hair Today, Gone Tomorrow | 1625-0507    | 31 oktober 1966                                   | |
| 3.08 | Wanneer Gilligan op een ochtend wakker wordt, blijkt zijn haar wit te zijn geworden. Spoedig daarna verliest hij al zijn haar. Ook Skipper raakt besmet met de aandoening. |              |                                                   | |
| 3.09 | Ring Around Gilligan | 1625-05xx    | 7 november 1966                                   | Bezoekers: Dr. Boris Balinkoff (Vito Scotti). Uitvindingen: Een bamboe-trapauto                                                                             |
| 3.09 | De gestoorde geleerde Dr. Boris Balinkoff is terug. Dit keer wil hij de groep veranderen in gehypnotiseerde robots en met hun hulp Fort Knox beroven. |              |                                                   | Bezoekers: Dr. Boris Balinkoff (Vito Scotti). Uitvindingen: Een bamboe-trapauto                                                                             |
| 3.10 | Topsy-Turvy | 1625-05xx    | 14 november 1966                                  | Bezoekers: Koppensnellers (Roman Gabriel, Eddie Little Sky, Allen Jaffe)                                                                                    |
| 3.10 | Gilligan stoot zijn hoofd en ziet opeens alles ondersteboven. De professor maakt een drankje om hem te genezen, maar nu ziet hij dubbel. Tot overmaat van ramp komen er koppensnellers naar het eiland en vangen iedereen behalve Gilligan.                                           |              |                                                   | Bezoekers: Koppensnellers (Roman Gabriel, Eddie Little Sky, Allen Jaffe)                                                                                    |
| 3.11 | The Invasion | 1625-05xx    | 21 november 1966                                  | Dromen: Gilligan droomt dat hij agent 014 is en een geheime koffer moet bezorgen.                                                                           |
| 3.11 | Er spoelt een koffer aan op het strand. De koffer zit echter op slot en de groep brand van nieuwsgierigheid om te weten wat erin zit. |              |                                                   | Dromen: Gilligan droomt dat hij agent 014 is en een geheime koffer moet bezorgen.                                                                           |
| 3.12 | The Kidnapper | 1625-0515    | 28 november 1966                                  | Bezoekers: De ontvoerder, Norbert Wiley (Don Rickles) |
| 3.12 | Er loopt een ontvoerder los op het eiland. Hij gijzelt al snel twee van de eilandbewoners. |              |                                                   | Bezoekers: De ontvoerder, Norbert Wiley (Don Rickles) |
| 3.13 | And Then There Were None | 1625-0517    | 5 december 1966                                   | Dromen: Gilligan droomt dat hij Dr. Jekyll is die verandert in Mr. Hyde iedere keer dat er over eten wordt gepraat.                                         |
| 3.13 | De leden van de groep verdwijnen een voor een op mysterieuze wijze. Gilligan is ervan overtuigd dat hij verantwoordelijk is voor de verdwijningen. |              |                                                   | Dromen: Gilligan droomt dat hij Dr. Jekyll is die verandert in Mr. Hyde iedere keer dat er over eten wordt gepraat.                                         |
| 3.14 | All About Eva | 1625-0516    | rowspan="2" \| Bezoekers: Eva Grubb (Tina Louise) | |
| 3.14 | Een vrouw die sprekend op Ginger lijkt arriveert op het eiland. |              |                                                   | |
| 3.15 | Gilligan Goes Gung Ho | 1625-05xx    | 26 december 1966                                  | Uitvindingen: De professor bouwt een hangslot van bamboe.                                                                                                   |
| 3.15 | Gilligan moet de orde op het eiland handhaven, maar neemt zijn baan te serieus. Al snel zitten alle andere leden van de groep in de gevangenis. |              |                                                   | Uitvindingen: De professor bouwt een hangslot van bamboe.                                                                                                   |
| 3.16 | Take a Dare | 1625-0504    | 2 januari 1967                                    | Bezoekers: Deelnemer George Barkley (Strother Martin) |
| 3.16 | De "Take-A-Dare" radioshow besluit als stunt een man een week lang op een verlaten eiland te zetten. Als hij zonder hulp kan overleven wint hij 10.000 dollar. Probleem is alleen dat de show uitgerekend Gilligans eiland uitkiest.                                                  |              |                                                   | Bezoekers: Deelnemer George Barkley (Strother Martin) |
| 3.17 | Court-Martial | 1625-0523    | 9 januari 1967                                    | Dromen: Gilligan droomt dat hij Lord Admiral Gilligan is.                                                                                                   |
| 3.17 | Wanneer de groep op de radio hoort dat men Skipper verantwoordelijk houdt voor het vergaan van de S.S. Minnow, reconstrueert de groep het scheepswrak om na te gaan wie er werkelijk schuldig is. Al snel wordt Gilligan hoofdverdachte.                                              |              |                                                   | Dromen: Gilligan droomt dat hij Lord Admiral Gilligan is.                                                                                                   |
| 3.18 | The Hunter | 1625-05xx    | 16 januari 1967                                   | Bezoekers: Jonathan Kincaid (Rory Calhoun) en zijn handlanger Ramoo (Harold Sakata)                                                                         |
| 3.18 | De jager Jonathan Kincaid arriveert op het eiland, maar ontdekt tot zijn teleurstelling dat er geen groot wild is om op te jagen. Daarom besluit hij op Gilligan te jagen. Als Gilligan erin slaagt om Jonathan 24 uur lang te ontlopen, zal Jonathan de groep redden van het eiland. |              |                                                   | Bezoekers: Jonathan Kincaid (Rory Calhoun) en zijn handlanger Ramoo (Harold Sakata)                                                                         |
| 3.19 | Lovey's Secret Admirer | 1625-05xx    | 23 januari 1967                                   | Dromen: Lovey Howell droomt dat ze Assepoester is, en haar man de prins.                                                                                    |
| 3.19 | Mrs. Howell heeft een geheime aanbidder. Mr. Howell is razend, en laat de professor een leugendetector bouwen om uit te zoeken wie de aanbidder is. |              |                                                   | Dromen: Lovey Howell droomt dat ze Assepoester is, en haar man de prins.                                                                                    |
| 3.20 | Our Vines Have Tender Apes | 1625-0524    | 30 januari 1967                                   | Bezoekers: Tongo de tv-aapman (Denny Miller) Dieren: De mysterieuze gorilla keert weer terug.                                                               |
| 3.20 | Tongo, de tv-aapman, bezoekt het eiland en probeert de groep te laten denken dat hij een echte wildeman is. |              |                                                   | Bezoekers: Tongo de tv-aapman (Denny Miller) Dieren: De mysterieuze gorilla keert weer terug.                                                               |
| 3.21 | Gilligan's Personal Magnetism | 1625-05xx    | 13 februari 1967                                  | |
| 3.21 | Nadat Gilligan door de bliksem wordt getroffen, blijft zijn bowlingbal opeens aan hem kleven. De professor probeert Gilligan te genezen, maar maakt hem per ongeluk onzichtbaar. |              |                                                   | |
| 3.22 | Splashdown | 1625-05xx    | 20 september 1967                                 | De professor bouwt een grote bamboe-generator aangedreven door pedalen om zijn morsecodezender te versterken.                                               |
| 3.22 | Uitvindingen: De professor concludeert dat een Amerikaans ruimtevaartuig spoedig over het eiland zal vliegen, dus probeert de groep iets te maken om de aandacht van de astronauten te trekken.                                                                                       |              |                                                   | De professor bouwt een grote bamboe-generator aangedreven door pedalen om zijn morsecodezender te versterken.                                               |
| 3.23 | High Man on the Totem Pole | 1625-05xx    | 27 februari 1967                                  | Bezoekers: Kupakai koppensnellers (Jim Lefebvre, Al Ferrara, Pete Sotos)                                                                                    |
| 3.23 | Skipper en Gilligan vinden een totempaal in de jungle. De beeltenis op de totempaal doet Gilligan denken dat hij een koppensneller is. |              |                                                   | Bezoekers: Kupakai koppensnellers (Jim Lefebvre, Al Ferrara, Pete Sotos)                                                                                    |
| 3.24 | The Second Ginger Grant | 1625-0527    | 6 maart 1967                                      | |
| 3.24 | Mary Ann stoot haar hoofd en denkt nu dat ze Ginger is. |              |                                                   | |
| 3.25 | The Secret of Gilligan's Island | 1625-0514    | 13 maart 1967                                     | Dromen: Gilligan droomt dat de groep uit holbewoners bestaat.                                                                                               |
| 3.25 | Gilligan vindt een stenen kaart van het eiland die manier om het eiland te verlaten lijkt te onthullen. |              |                                                   | Dromen: Gilligan droomt dat de groep uit holbewoners bestaat.                                                                                               |
| 3.26 | Slave Girl | 1625-0529    | 20 maart 1967                                     | Bezoekers: Kalani (Midori), Ugandi (Michael Forest) en 2 inboorlingen Uitvindingen: De professor bouwt een bamboe-stethoscoop                               |
| 3.26 | Gilligan redt Kalani, een inboorlingmeisje, van de verdrinking. Als dank wil ze zijn slaaf worden. Haar ex, Ugandi, daagt Gilligan uit tot een duel tot de dood. |              |                                                   | Bezoekers: Kalani (Midori), Ugandi (Michael Forest) en 2 inboorlingen Uitvindingen: De professor bouwt een bamboe-stethoscoop                               |
| 3.27 | It's a Bird, It's a Plane, It's Gilligan! | 1625-05xx    | 27 maart 1967                                     | |
| 3.27 | De groep vindt een jetpack op het eiland, en probeert de aandacht te trekken van het marineschip dat ernaar op zoek is. Gilligan gooit weer roet in het eten. |              |                                                   | |
| 3.28 | "The Pigeon' | 1625-0521    | 3 april 1967                                      | Dieren: Postduif, Enorme spin |
| 3.28 | Wanneer er een postduif op het eiland landt, begint te groep te corresponderen met de eigenaar van de duif. Deze eigenaar blijkt een gevangene in Alcatraz te zijn, die hun berichten niet serieus neemt.                                                                             |              |                                                   | Dieren: Postduif, Enorme spin |
| 3.29 | Bang! Bang! Bang! | 1625-0528    | 10 april 1967                                     | Dieren: Aap Uitvindingen: De professor maakt een tandartsboor.                                                                                              |
| 3.29 | Er spoelt een krat met klei aan, en de groep maakt hiervan voorwerpen die ze nodig hebben, waaronder vullingen voor Gilligans tanden. De klei blijkt echter uitermate explosief te worden als hij eenmaal hard is.                                                                    |              |                                                   | Dieren: Aap Uitvindingen: De professor maakt een tandartsboor.                                                                                              |
| 3.30 | Gilligan, the Goddess | 1625-0502    | 17 april 1967                                     | Bezoekers:Koning Killiwani (Stanley Adams) |
| 3.30 | De hoofdman van een nabijgelegen eiland komt naar het eiland om de Witte Godin te zoeken. |              |                                                   | Bezoekers:Koning Killiwani (Stanley Adams) |

## Televisiefilm
| Originele uitzenddatum | Title                                         |
| Samenvatting / notities | Samenvatting / notities                       |
| --- | --------------------------------------------- |
| 14 oktober, 21, 1978 | Rescue from Gilligan's Island                 |
| De groep wordt eindelijk gered van het eiland, en probeert terug te keren in de samenleving.                                                           |                                               |
| 3 maart 1979 | The Castaways on Gilligan's Island            |
| De groep is weer terug op het eiland. Ze worden spoedig opnieuw gered, maar keren nu vrijwillig terug om een vakantieresort te beginnen op het eiland. |                                               |
| 15 mei 1981 | The Harlem Globetrotters on Gilligan's Island |
| de Harlem Globetrotters landen op het eiland. |                                               |